# Luigi Maria Palazzolo
Luigi Maria Palazzolo (Bergamo, 10 dicembre 1827 – Bergamo, 15 giugno 1886) è stato un presbitero italiano, fondatore della congregazione delle Suore delle Poverelle; è stato proclamato beato da papa Giovanni XXIII nel 1963 ed è stato canonizzato da papa Francesco nel 2022.

## Biografia
Ultimo degli otto figli di Ottavio e Teresa Antoine, fu l'unico dei fratelli a raggiungere l'età adulta; nel 1837 perse il padre e fu educato dalla madre, donna molto religiosa, con l'aiuto dei suoi direttori spirituali Pietro Sironi e  Alessandro Valsecchi.
Fu ordinato sacerdote il 23 giugno 1850 da Carlo Gritti Morlacchi, vescovo di Bergamo. Esercitò il suo ministero dapprima nell'oratorio della Foppa della parrocchia di Sant'Alessandro in Colonna e, dal 1855, come rettore della chiesa di San Bernardino.
Si dedicò particolarmente alla predicazione delle missioni al popolo e degli esercizi spirituali, all'organizzazione di attività per il tempo libero dei fedeli (spettacoli teatrali, giochi) e all'apertura di scuole serali per adulti.
Il 6 gennaio 1864 istituì in San Bernardino la Pia Opera di Santa Dorotea, a favore delle giovani pericolanti o traviate, e nel 1869 aprì l'oratorio di Santa Dorotea.
Sostenuto dal canonico Alessandro Valsecchi, divenuto ausiliare del vescovo Pietro Luigi Speranza, e aiutato da Teresa Gabrieli, il 22 maggio 1869 fondò la congregazione delle Suore delle Poverelle per l'assistenza agli orfani e agli abbandonati; il 4 ottobre 1872 istituì un'analoga congregazione maschile, detta dei Fratelli della Sacra Famiglia, estinta nel 1928.
La congregazione femminile si diffuse rapidamente e, in meno di un decennio, aprì fondazioni a Vicenza, Breganze e Brescia.
Affetto da disturbi cardiaci e tormentato da una grave forma di risipola, morì il 15 giugno 1886.

## Culto
Il 4 gennaio 1904 la salma di Palazzolo fu riesumata dal cimitero bergamasco di San Giorgio e traslata nella chiesa della casa madre delle Suore delle Poverelle.
Il processo informativo diocesano su vita, virtù e fama di santità del sacerdote ebbe inizio il 31 gennaio 1913. Il 20 novembre 1958 papa Giovanni XXIII firmò il decreto di introduzione della causa presso la Congregazione dei Riti.
Palazzolo fu proclamato beato da Giovanni XXIII il 19 marzo 1963.
Il 28 novembre 2019 papa Francesco ha autorizzato la pubblicazione del decreto riguardante un altro miracolo attribuito all'intercessione del beato; la canonizzazione è stata celebrata in piazza San Pietro il 15 maggio 2022 dallo stesso pontefice.
Il suo elogio si legge nel Martirologio romano al 15 giugno.

### Il miracolo per la canonizzazione
Nel novembre 2015 Gianmarisa Perani, appartenente alla congregazione delle Suore delle Poverelle, fu ricoverata all'ospedale di Alzano Lombardo affetta da "malattia diverticolare del colon, perforazione intestinale con ascessualizzazione, sepsi, insufficienza multiorgano, shock settico". A dicembre fu trasportata a Torre Boldone in condizioni preagoniche, e il 14 gennaio 2016 il medico curante sospese le cure, considerando la morte imminente.
Fu invocata l'intercessione del beato Luigi Palazzolo da parte dell'inferma e di parenti, amici e conoscenti: contro ogni previsione si verificò la sua guarigione, considerata dalla Consulta Medica "improvvisa, completa e duratura, non spiegabile scientificamente". Avendo i Padri Cardinali e i Vescovi giudicato miracolosa la guarigione, papa Francesco autorizzò il 28 novembre 2019 la Congregazione delle Cause dei Santi a promulgare il decreto di canonizzazione.